# Dismembration

Dismembration im Gegensatz zur Sezession

Dismembration ist der Zerfall oder die Zerteilung eines Staates (in toto) in zwei oder mehrere neue Staaten. Dabei bleibt der alte Staat im Gegensatz zur Sezession als Völkerrechtssubjekt nicht bestehen, sondern geht unter, während die entstehenden Staaten neue Völkerrechtssubjekte sind, die mit dem alten Staat nicht identisch sind.

## Ursprüngliche Bedeutung des Begriffs
Über Jahrhunderte hinweg bezeichnete man mit „Dismembration“ die Aufteilung eines Grundstücks oder auch eines Gutes bzw. die Abtrennung von einzelnen Hufen von diesen Besitztümern. Zu Dismembrationen kam es zumeist infolge von Erbangelegenheiten, der Neuverteilung verödeter Vorwerke an Bauern/Bürger oder von Verschuldung/Hypotheken.

## Beispiele
Ein Beispiel hierfür ist die Auflösung der Tschechoslowakei, als die Tschechoslowakische Föderative Republik zum 31. Dezember 1992 zu existieren aufhörte und sich die Tschechische und die Slowakische Republik als Nachfolgestaaten für eine Mitgliedschaft in den Vereinten Nationen bewarben. Ein anderes Beispiel aus der früheren Geschichte ist der Zerfall Österreich-Ungarns.
Der Zerfall Jugoslawiens war zunächst strittig, da der Staat, der auf den Gebieten der heutigen Staaten Serbien und Montenegro bestand, sich selbst als Bundesrepublik Jugoslawien (BRJ) bezeichnete und als identisch mit der Sozialistischen Föderativen Republik Jugoslawien (SFRJ) ansah, den Vorgang folglich als Abspaltung der übrigen Teilrepubliken betrachtete. Die Frage wurde im Völkerrecht diskutiert. Die Argumentation Jugoslawiens wurde jedoch von der Schiedskommission der Friedenskonferenz für Jugoslawien, der sogenannten Badinter-Kommission, nicht akzeptiert: Sie vertrat in ihrer Spruchpraxis die Auffassung, dass die SFRJ sich vollständig aufgelöst habe, folglich die Bundesrepublik Jugoslawien völkerrechtlich nicht identisch mit ihr gewesen ist. Während die BRJ sich als staatlicher und völkerrechtlicher Rechtsnachfolger der SFRJ betrachtete, ging die Badinter-Kommission vom Untergang des Altstaates SFRJ aus, was zur Folge habe, dass die Lösung aller Fragen der Rechtsnachfolge nur in Abstimmung mit allen entstandenen Neustaaten zulässig sei. Davon sind auch Drittstaaten ganz überwiegend ausgegangen. Der serbisch-montenegrinische Staat (Rest-Jugoslawien) wurde aufgefordert, als neues Mitglied der UNO beizutreten – und tat dies dann auch im Jahr 2000 –, anstatt die Mitgliedschaft des alten Jugoslawiens fortsetzen zu können.